# Achelousaurus
Az Achelousaurus (nevének jelentése 'Akhelóosz-gyíkja') a centrosaurina ceratopsida dinoszauruszok egyik neme, amely a késő kréta időszakban élt a mai Észak-Amerika területén.
Négy lábon járó, papagájszerű csőrrel, az orrán egy, a szemei mögött pedig két csontos kiemelkedéssel, valamint a hosszú, csontos nyakfodra végén szarvakkal rendelkező növényevő volt. 6 méteres testhosszával az Achelousaurus közepes méretű ceratopsiának számított.
A nemet egyetlen ismert fajával, az A. hornerivel együtt Scott Sampson őslénykutató nevezte el 1995-ben. A faj neve az amerikai őslénykutatóra Jack Hornerre utal, aki montanai dinoszaurusz felfedezései révén vált ismertté.
A nem neve a görög mitológiából ismert Akhelóosz folyamistenre utal, akinek egy történet szerint Héraklész letörte a szarvát. Az Achelousaurus mindhárom ismert koponyáján durva felületű kidudorodások találhatók ugyanazon a helyen, ahol a többi ceratopsia szarvai helyezkednek el, ami olyan hatást kelt, mintha letörték volna az állat szarvait. Akhelóoszt alakváltó képessége miatt tisztelték, és úgy tűnik az Achelousaurus is magán viseli más ceratopsiák jellemzőit
A korai beszámolók szerint az Achelousaurus egy átmeneti forma, az (A. hornerinél is megtalálható két nyakfodortüskét viselő) Einiosaurushoz hasonló módosult szarvú ceratopsiák és a fejlettebb, szarvatlan Pachyrhinosaurus között. Bár nem biztos, hogy egyenes ági leszármazottai egymásnak, mindhárom nem közeli rokonságban áll egymással, és gyakran hivatkoznak rájuk a Ceratopsidae család Centrosaurinae alcsaládjába tartozó Pachyrhinosaurus nem tagjaiként.
Az Achelousaurus az Egyesült Államokbeli Montana államban levő Two Medicine Formációból ismert, ami a késő kréta időszak campaniai korszakának körülbelül 83–74 millió évvel ezelőtti üledékeit tartalmazza. Az Achelousaurust a formáció legmagasabb szintjein fedezték fel, így valószínűleg a korszak vége felé élt. A formációban található további dinoszauruszok közé tartozik a  Daspletosaurus, a Bambiraptor, az Euoplocephalus, a Maiasaura és az Einiosaurus.
A Two Medicine formációban a három koponya mellett a koponya alatti csontváz egyes részeire is rátaláltak, melyeket a bozemani Museum of the Rockies gyűjteményében helyeztek el, Montanában. A teljesen kifejlett Achelousaurus koponyájának teljes hossza (a nyakfodortüskéket is beleszámítva) 1,6 méter.

## Fordítás
- Ez a szócikk részben vagy egészben az Achelousaurus című angol Wikipédia-szócikk ezen változatának fordításán alapul.  Az eredeti cikk szerkesztőit annak laptörténete sorolja fel. Ez a jelzés csupán a megfogalmazás eredetét és a szerzői jogokat jelzi, nem szolgál a cikkben szereplő információk forrásmegjelöléseként.